# Plicaria leiocarpa
Plicaria leiocarpa är en svampart som först beskrevs av Curr., och fick sitt nu gällande namn av Jean Louis Emile Boudier 1885. Plicaria leiocarpa ingår i släktet Plicaria och familjen Pezizaceae.   Inga underarter finns listade i Catalogue of Life.